# Giorgio Morandi
Giorgio Morandi (ur. 20 lipca 1890 w Bolonii, zm. 18 czerwca 1964 tamże) – włoski malarz, rysownik i grafik.

## Życiorys
W latach 1907–1913 studiował w Akademii Sztuk Pięknych w Bolonii. W tym czasie często jeździł do Florencji, aby analizować dzieła Giotta oraz mistrzów quattrocenta – Masaccia i Paola Uccella. Równocześnie odkrywał modernizm. W 1909 po raz pierwszy zobaczył reprodukcje dzieł Cézanne’a; w następnym roku na Biennale w Wenecji zetknął się z Renoirem, a w 1911 odkrył Moneta. Na wystawie secesji w Rzymie w 1914 podziwiał ryciny Matisse’a i akwarele Cézanne’a. Zetknął się z włoskimi futurystami i na krótko (1918–1920) związał z Pittura metafisica, ruchem popieranym przez Giorgia de Chirica, Carla Carrę i Filippa de Pisisa.
W czasie I wojny światowej był wcielony do włoskiej armii, ale został zwolniony z powodu choroby (załamanie nerwowe). Po wojnie uczył rysunku i kompozycji w szkole w Bolonii, a następnie w latach 1930–1956 wykładał w bolońskiej Akademii Sztuk Pięknych, gdzie prowadził Katedrę Grafiki.
Laureat nagrody za malarstwo na Biennale w Wenecji w 1948 i za grafikę na Biennale w São Paulo w 1953 roku. W 1982 powstało Giorgio Morandi Study Centre w Galleria d’arte moderna w Bolonii; przeniesione w 1993 do Palazzo d’Accursio i przekształcone w Muzeum Morandiego.

## Twórczość
Początkowo, w latach 1911–1913, Morandi malował głównie pejzaże, ale od 1914 zainteresował się przedmiotami i ich relacjami w przestrzeni; wtedy zaczął tworzyć martwe natury, traktując grupę przedmiotów jako jeden obiekt. Charakterystyczne dla jego twórczości są subtelne połączenia kolorystyczne, w wąskim zakresie tonalnym palety ograniczonej do beżów i szarości.
Od 1920 powrócił do sporadycznie uprawianej wcześniej grafiki, rezygnując z monochromatyzmu i rozszerzając tematycznie o weduty. Nowy rygor jego graficznym i malarskim pracom nadało dążenie do geometryzacji, po 1945 przekształconej w formy kubistyczne. Chociaż, podobnie jak u Georges’a Braque’a i Pabla Picassa, przedstawiane obiekty tworzą rytmiczny kontekst, są one przesycone liryzmem, którego nie ma w twórczości kubistów.